# Керницький Іван (Крилатий)
Іва́н Керни́цький (псевдо: Крилатий) (4 січня 1921, с. Підмонастир, Бібрський повіт, Львівське воєводство — 16 лютого 1947, с. Гавареччина, Олеський район (нині — Золочівський район), Львівська область) — діяч ОУН, районовий провідник Бібреччини, один із організаторів куреня «Леви».

## Біографія
Вчився у Рідній Школі у Львові. Польські шовіністи пропонували здобуття вищої освіти, за умови зречення від своєї віри, він був греко-католиком, і прийняття латинства. Закінчив торговельну школу у Львові. Член ОУН з 1940 року, присягу склав на могилі сотника Ю. Головінського в селі Великі Глібовичі.
Від 1942 року під загрозою арешту гестапо перебуває у підпіллі. Районовий, повітовий провідник Бібреччини. У 1943 році призначений організаційним референтом повіту, до якого входили Бібрецький, Рогатинський і Ходорівський райони. У 1944 році замінив скерованого Проводом на Турківщину повітового провідника Войнара.
«Крилатий» — один із організаторів куреня «Леви». Осередком організації куреня було Суходільське лісництво. Курінь складався з трьох сотень по 150 вояків у кожній. Курінним був «Вільха».
З поверненням окупаційної радянської влади у 1944 році ситуація ускладнилася. Відбувалися постійні бої з облавниками. У той час Крилатий познайомився з Ганною Керницькою. Вона теж на той час була членом ОУН та перебувала у підпіллі. Вони взяли шлюб пізньої осені 1944 року в церкві святого Миколая у селі Відники (Бібреччина; нині — Пустомитівський район, Львівська область).
На початку 1946 як окружний пропагандист за наказом Окружного проводу разом із дружиною скеровується в Золочівську округу. Маршрут проліг через Якторів-Словіту-Новосілки-Велику Вільшаницю-Скваряву-Ясенів. 15 листопада 1946 року подружжя було розміщене у криївці, в лісі між селами між селами Долішня і Горішня Гавреччини. З ними постійно перебував охоронець Кліщ «Сірко».
У криївці Іван Керницький готував вишкільні матеріали та антивиборчу агітаційну літературу — листівки, замінники бюлетнів з тризубом та відповідним текстом. Зв'язкові забирали літературу та приносили харчі. Навідувався іноді районний провідник «Мазепа». В грудні Керницького відвідав краєвий провідник «Гроза». Обговорювалася інструкція по розпізнаванню ворожих провокацій.
Під ранок 16 лютого 1947 стало чутно лунаючу ззовні російську лайку, гавкіт собак, іржання коней — на криївку напали облавники. Спочатку стріляли в отвір вентилятора. «Крилатий» почав палити документацію, але папери не горіли через брак кисню. Він віддав наказ Ганні та «Сіркові», для забезпечення припливу кисню до криївки, відкрити люк і спробувати іти на пролом. Їх одразу спіймали. Крилатий вигукнув що здається, підпалив документи та застрелився. У криївці вціліло декілька тисяч карбованців, друкарська машинка, сім примірників граматики української мови, одяг. Решта згоріло. Ганна разом із мертвим чоловіком була кинута на сани та відвезена до Олеська.. Тіло Івана Керницького було піддане розтину, експертизі та знищенню, згідно з інструкційними вимогами МДБ. Тлінні останки не віднайдено, місце поховання не відоме.

## Пам'ять
Зусиллями Золочівського братства ОУН-УПА криївку відновлено у 1993 році. Час та природні умови лісів Гавареччини спричинили її руйнування, і криївку довелося знову відновлювати. Цей меморіальний комплекс музей-криївку урочисто відкрили до 65-річниці УПА у 2007 році.
У селі Підмонастир на батьківській хаті встановлено меморіальну дошку. 17 жовтня 2010 на стадіоні села Великих Глібовичів відбудеться футбольний турнір пам'яті районного провідника ОУН-УПА.
22 січня 2018 року на центральному майдані селища Олесько, Львівської області встановлений пам'ятний камінь районному провіднику ОУН Бібереччини і одному з провідних пропагандистів УПА Івану Керницькому та героям «Небесної сотні». Зараз родичі «Крилатого» ініціюють встановлення в Олеську пам'ятника Івану Керницькому та полеглим воїнам УПА.